# Powellia
Powellia là một chi rêu trong họ Racopilaceae.